# Traits of the Aborigines of America

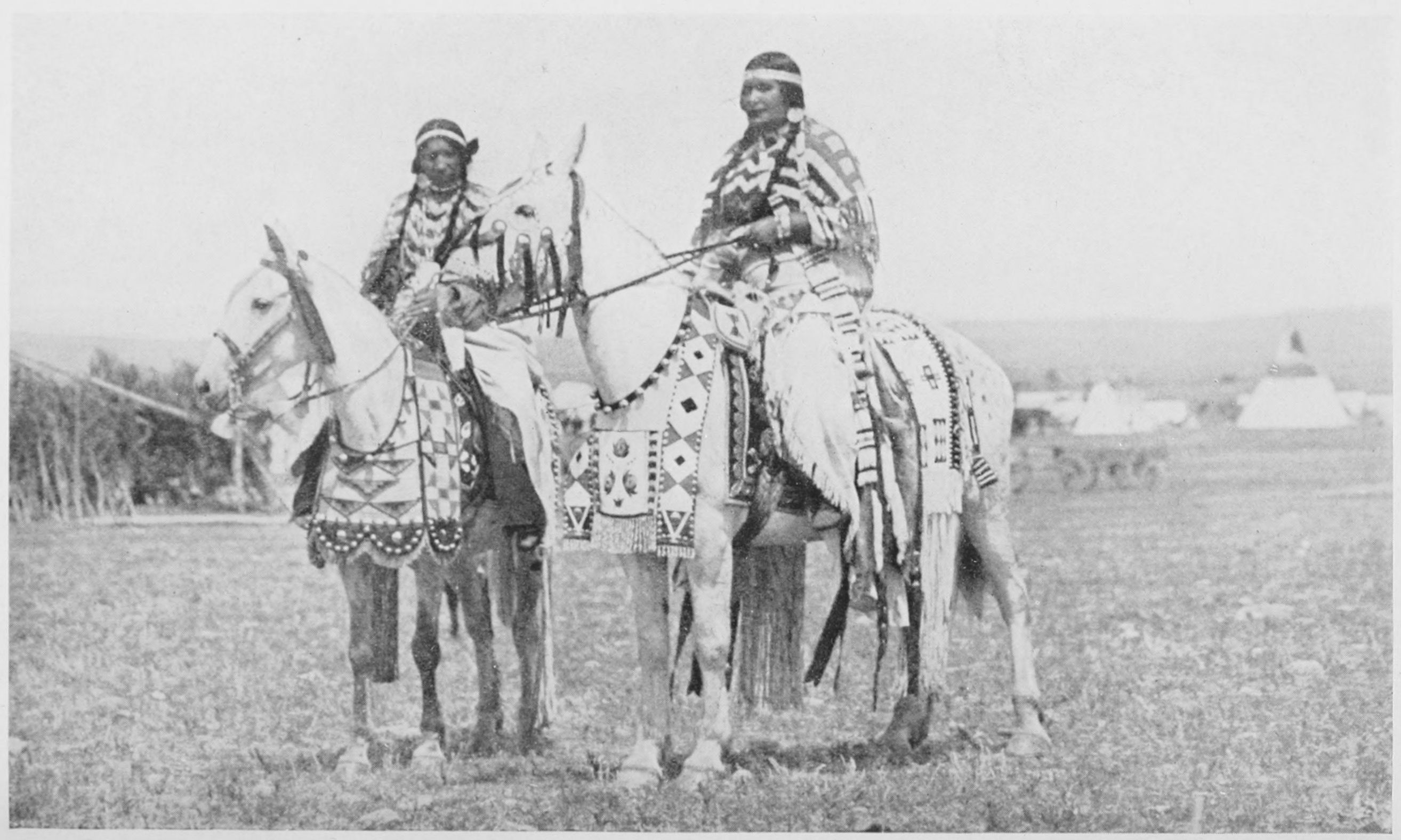
Północnoamerykańscy Indianie

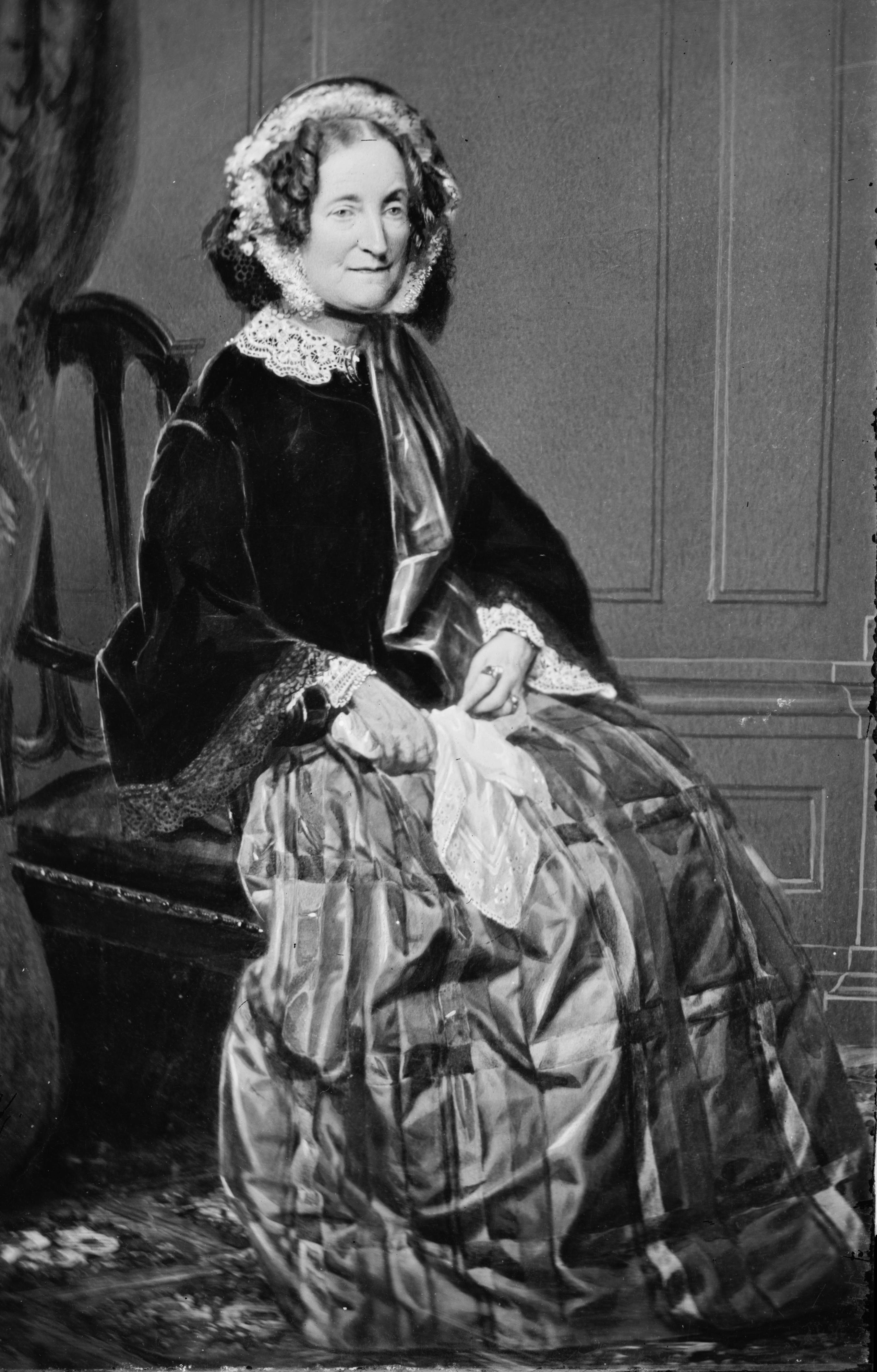
Lydia Sigourney

Traits of the Aborigines – poemat dziewiętnastowiecznej amerykańskiej poetki Lydii Sigourney, opublikowany w 1822. Utwór porusza tematykę indiańską. Został napisany wierszem białym, czyli nierymowanym pentametrem jambicznym, to znaczy sylabotonicznym dziesięciozgłoskowcem, w którym akcenty metryczne padają na parzyste sylaby wersu. Ten rodzaj wiersza jest w literaturze angielskiej i anglojęzycznej powszechnie wykorzystywany zwłaszcza w wielkiej epice i dramacie począwszy od XVI wieku, kiedy zastosował go Henry Howard, hrabia Surrey. Utwór rozpoczyna się wspomnieniem czasów sprzed przybycia Europejczyków kiedy Indianie panowali w Ameryce niepodzielni od dalekiej Północy po Ziemię Ognistą na południu i od Atlantyku na wschodzie po Pacyfik na zachodzie.

O'er the vast regions of that Western world,
Whose lofty mountains hiding in the clouds
Conceal'd their grandeur and their wealth so long
From European eyes, the Indian rov'd,
Free and unconquered. From those frigid plains
Struck with the torpor of the Arctic~pole,
To where Magellan lifts his torch to light
The meeting of the waters; — from the shore
Whose smooth green line the broad Atlantic laves,
To the rude borders of that rocky strait
Where haughty Asia seems to stand and gaze
On the New Continent, the Indian reign'd
Majestic and alone.

Zobacz też: Pieśń o Hajawacie